# كوراشيكي (أوكاياما)
مدينة كوراشيكي (بالإنجليزية: Kurashiki)‏ هي أحد المدن التابعة لمحافظة أوكاياما. تأسست رسميًا في 1 أبريل، 1928. ويقدر عدد سكانها بـ 472452 نسمة حسب تقدير مكتب الإحصاء الياباني لعام 2012. تبلغ مساحة كوراشيكي 354.71 كم2. بكثافة سكانية تبلغ 1332 نسمة/كم2.

## توأمة
لكوراشيكي (أوكاياما) اتفاقيات توأمة مع كل من:
- كرايستشرش
- سانت بولتن
- كانساس سيتي
- تشنجيانغ

## من أعلام المدينة
- كازوتوشي موري: ولد بها سنة 1958.